# Зона свободной торговли СНГ
Зона свободной торговли СНГ (ЗСТ) — соглашение государств СНГ, подписавших в 2011 году Договор о зоне свободной торговли.
Договор, проект которого был разработан российским Министерством экономического развития, предусматривает «сведение к минимуму исключений из номенклатуры товаров, к которым применяются импортные пошлины», экспортные пошлины должны быть зафиксированы на определённом уровне, а впоследствии поэтапно отменены. Договор заменил больше ста двусторонних документов, регламентирующих режим свободной торговли на пространстве содружества.

«Свободная торговля — это торговля без импортных тарифов и без количественных ограничений, за исключением строго определенных случаев, когда они могут вводиться. Отличие от нынешней системы, которая в СНГ сложилась за 20 лет, заключается в том, что мы перешли от двухсторонних соглашений к одному многостороннему соглашению.»— поясняет ответственный секретарь комиссии Таможенного союза С. Ю. Глазьев.

## Участники
Договор о ЗСТ СНГ вступил в силу 20 сентября 2012 года в отношениях между Беларусью, Россией и Украиной — первыми тремя странами, выполнившими его ратификацию. Остальные пять из подписавших договор государств присоединяются к зоне свободной торговли в установленном договором порядке после завершения внутригосударственных процедур и получения депозитарием соответствующих документов. Три страны-участницы СНГ оставили за собой право присоединиться к договору о зоне свободной торговли позже.
31 мая 2013 года подписан протокол о применении договора о зоне свободной торговли между его сторонами и Республикой Узбекистан. Протокол вступил в силу 16 мая 2014 года, по истечении 30 дней с даты получения депозитарием уведомлений от Республики Узбекистан и не менее двух сторон договора о выполнении ими надлежащих внутригосударственных процедур.
Полный список стран, подписавших или сохраняющих право подписать договор, приведён ниже.
| Присоединились к ЗСТ - Армения - Беларусь - Казахстан - Кыргызстан - Молдова - Россия (с 1 января 2016 года не действует в отношении Украины) - Таджикистан - Украина (со 2 января 2016 года не действует в отношении России) | Присоединение в особом порядке · (отдельный протокол к договору) · - Узбекистан | Не подписали · - Азербайджан - Туркменистан |

## Цели создания
1. Завершение введения полномасштабного режима свободной торговли.

2. Либерализация условий и дальнейшее развитие взаимной торговли, отмена действующих ограничений и изъятий из режима свободной торговли, в том числе касающихся импорта сырья и экспорта готовой продукции, в целях обеспечения свободного доступа товаров национальных производителей на рынки государств — участников СНГ.

3. Разработка согласованной линии относительно использования энергетических ресурсов и транспортных услуг, развитие общих рынков отдельных видов продукции, в первую очередь сельскохозяйственной продукции.

4. Развитие взаимодействия в области транспорта, в том числе формирование сети международных транспортных коридоров на пространстве СНГ.

5. Повышение эффективности тарифной политики и устранение влияния на национальном уровне фискально-административных барьеров при осуществлении международных грузовых перевозок и др.

## История создания

### Первые шаги: 1993—1998[9]
24 сентября 1993 года подписан Договор о создании Экономического союза, в котором была заложена идея формирования многосторонней зоны свободной торговли в СНГ. Создание ЗСТ рассматривалось в качестве первого этапа создания единого экономического пространства. Подразумевалось, что ЗСТ позволит снять многочисленные торговые барьеры, будет стимулировать увеличение товарооборота и создаст предпосылки для устойчивого экономического роста России и других стран СНГ.
15 апреля 1994 года президенты Азербайджана, Армении, Белоруссии, Грузии, Казахстана, Кыргызстана, Молдавии, России, Таджикистана, Узбекистана и Украины подписали Соглашение о зоне свободной торговли (ЗСТ). Соглашение о ЗСТ представляет собой многостороннюю договорно-правовую базу региональной торговли на преференциальных условиях. В рамках ЗСТ государствами должна осуществляться беспошлинная торговля, отменяются тарифные и нетарифные ограничения во взаимной торговле в целях обеспечения своих интересов в расширении экономических связей, бескризисного развития экономики. Однако многосторонний режим свободной торговли введён не был. Участники Соглашения, включая Россию, так и не приступили к согласованию общего перечня изъятий из режима свободной торговли, который в соответствии с условиями этого международного договора должен был стать его составной частью.
Во взаимоотношениях между Россией и партнёрами по Содружеству продолжал действовать режим свободной торговли. Он был зафиксирован в двусторонних соглашениях о свободной торговле, заключённых в 1992—1993 годы со всеми странами СНГ (двусторонние соглашения о свободной торговле также были заключены между собой рядом других государств Содружества).

### Возобновление переговоров: 1999—2002[9]
2 апреля 1999 года в Москве был подписан Протокол об изменениях и дополнениях к Соглашению о ЗСТ — рамочный документ, который должен был быть адаптирован к законодательству каждого государства. Протокол подписали президенты Азербайджана, Армении, Белоруссии, Грузии, Казахстана, Кыргызстана, Молдавии, России, Таджикистана, Узбекистана и Украины. Согласно Протоколу, взамен действовавшего в СНГ двустороннего режима свободной торговли вводился многосторонний, отменялись все пошлины, а также налоги и сборы, имеющие эквивалентное действие, и количественные ограничения на ввоз и вывоз товаров во взаимной торговле государств — участников ЗСТ.
21 июня 2000 года Совет глав государств СНГ одобрил план-график реализации Предложений по формированию и функционированию зоны свободной торговли:
- Выполнение внутригосударственных процедур по введению в действие подписанных основополагающих документов, регламентирующих функционирование зоны свободной торговли.
- Подготовка конкретных предложений, включая разработку дополнительных межгосударственных нормативно-правовых актов функционирования зоны свободной торговли.
- Информационное обеспечение формирования и функционирования зоны свободной торговли.

20 июня 2000 года Совет глав правительств СНГ утвердил план мероприятий по реализации Программы действий по развитию Содружества Независимых Государств на период до 2005 года:
- Подготовка и подписание ряда межправительственных соглашений и документов, способствующих созданию условий для свободного движения услуг, финансового и человеческого капиталов, обеспечения свободного транзита, решения проблемы неплатежей, эффективного функционирования транспортных коридоров.
- Формирование отдельных важнейших сегментов зоны свободной торговли — частного предпринимательства, многосторонней производственной кооперации, инвестиционного сотрудничества.
- Развитие рынков отдельных видов продукции.
- Совместное участие в реализации крупных экономических проектов.
- Повышение конкурентоспособности продукции.

В последующие годы Совет глав государств СНГ и Совет глав правительств СНГ неоднократно принимали документы, направленные на развитие ЗСТ, однако в полной мере режим свободной торговли не был введён.

### Разработка документов: 2003—2011

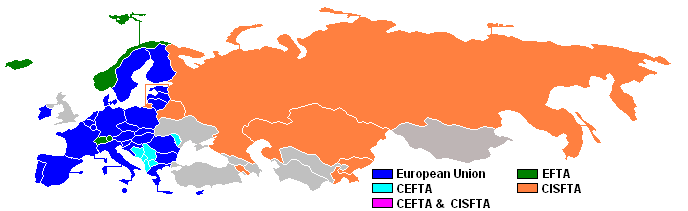
Зоны свободной торговли в Европе: ЕС, ЕАСТ, ЦЕАСТ, ЗСТСНГ по состоянию на 2013 год

19 сентября 2003 года решением Совета глав государств СНГ о завершении формирования зоны свободной торговли и развитии взаимодействия государств — участников СНГ в экономической сфере был утверждён План реализации важнейших мероприятий, направленных на развитие и повышение эффективности взаимодействия государств — участников СНГ в экономической сфере в 2003—2010 годах, состоящий из 10 разделов и охватывающий все основные направления деятельности в экономической сфере. Мероприятия плана направлены на поэтапное устранение барьеров во взаимной торговле, создание эффективной платёжно-расчётной системы, формирование соответствующей правовой базы, позволяющей обеспечить добросовестную конкуренцию на национальных рынках.
26 августа 2005 года в Казани прошёл саммит, который положил начало очередному этапу реформирования Содружества.
5 октября 2007 года Советом глав государств СНГ была одобрена Концепция дальнейшего развития Содружества Независимых Государств и утверждён План основных мероприятий по реализации данной Концепции. При этом в экономической сфере основная роль должна отводиться деятельности по следующим приоритетным направлениям:
- Завершение введения полномасштабного режима свободной торговли.
- Либерализация условий и дальнейшее развитие взаимной торговли, отмена действующих ограничений и изъятий из режима свободной торговли, в том числе касающихся импорта сырья и экспорта готовой продукции, в целях обеспечения свободного доступа товаров национальных производителей на рынки государств — участников СНГ.
- Разработка согласованной линии относительно использования энергетических ресурсов и транспортных услуг, развитие общих рынков отдельных видов продукции, в первую очередь сельскохозяйственной продукции.
- Развитие взаимодействия в области транспорта, в том числе формирование сети международных транспортных коридоров на пространстве СНГ.
- Повышение эффективности тарифной политики и устранение влияния на национальном уровне фискально-административных барьеров при осуществлении международных грузовых перевозок.

В ноябре 2008 года главы правительств СНГ утвердили Стратегию экономического развития Содружества до 2020 года. Среди приоритетных направлений развития взаимодействия государств — участников СНГ в принятой стратегии — завершение формирования и функционирование зоны свободной торговли в рамках СНГ в соответствии с нормами и правилами Всемирной торговой организации, формирование предпосылок для создания общего экономического пространства, развитие общих рынков отдельных видов продукции, в первую очередь сельскохозяйственной, создание эффективных механизмов валютно-финансового сотрудничества.
4 марта 2009 года Минэкономразвития России сообщило, что рабочая группа экспертов государств — участников СНГ проведёт первое заседание по проекту договора о зоне свободной торговли стран СНГ до конца апреля 2009 года. Такое решение приняли эксперты семи государств — участников СНГ на совещании в Исполкоме СНГ: Республики Армения, Республики Беларусь, Кыргызской Республики, Республики Молдова, Российской Федерации, Республики Узбекистан и Украины. Совещание было посвящено вопросу рассмотрения проекта договора о зоне свободной торговли, подготовленного в соответствии с Планом основных мероприятий по реализации Концепции дальнейшего развития СНГ.
Россия представила экспертам стран СНГ свой проект нового многостороннего договора о зоне свободной торговли. Россия предложила заменить двусторонние соглашения между странами СНГ одним многосторонним — о зоне свободной торговли. В тот момент действовало порядка 110 соглашений о взаимной торговле между различными странами СНГ, что создавало неудобства и приводило в результате к различным дискриминационным последствиям в торговле.
18 октября 2011 года в Санкт-Петербурге по итогам заседания совета глав правительств стран содружества был подписан Договор о зоне свободной торговли. Договор включает упрощение правовых основ торгово-экономических отношений между подписавшими его странами, замену целого ряда многосторонних и порядка 100 двусторонних документов, регламентирующих режим свободной торговли на пространстве содружества.

«Мы договорились о подписании договора о зоне свободной торговли в рамках СНГ. Это фундаментальный договор, который будет лежать в основе торгово-экономических отношений наших стран»— прокомментировал заключение соглашения российский премьер Владимир Путин.

«Торговых войн теперь не будет. Ранее торговые войны возникали из-за дисбаланса: некоторые страны уже перешли к третьему этапу интеграции, создав Таможенный союз и участвуя в Едином экономическом пространстве, — тогда как Украина отставала по темпам интеграции.»
— Уполномоченный кабинета министров Украины по сотрудничеству с РФ, странами СНГ и Евразийского экономического сообщества Валерий Мунтиян.

### Ратификация договора
Нижеприведённая таблица иллюстрирует прохождение договором о ЗСТ внутригосударственных процедур в восьми странах, его подписавших. Договор вступает в силу по истечении 30 дней с даты получения депозитарием третьего уведомления о ратификации. В России закон о ратификации этого документа был подписан президентом страны 1 апреля 2012 года; в Беларуси — 26 мая 2012 года. Третьей страной, ратифицировавшей договор, стала Украина 9 августа 2012 года. Таким образом, зона свободной торговли между Беларусью, Украиной и Россией заработала 20 сентября 2012 года. В отношениях со странами, выполнившими внутригосударственные процедуры позднее, договор вступит в силу по истечении 30 дней с даты получения депозитарием соответствующих документов.
| Страна      | Решение принято    | Институт              | In favour      | Against        | ВЗД            | НГ             | Вступление в силу | Источник      |
| ----------- | ------------------ | --------------------- | -------------- | -------------- | -------------- | -------------- | ----------------- | ------------- |
| Армения     | 11 сентября 2012   | Национальное собрание | 97             | 2              | 7              | 25             | 17 октября 2012   | [ 16 ]        |
| Армения     | Президент          |                       |                |                |                |                | 17 октября 2012   |               |
| Беларусь    | 19 апреля 2012     | Палата представителей | н/д            | н/д            | н/д            | н/д            | 20 сентября 2012  | [ 17 ]        |
| Беларусь    | 8 мая 2012         | Совет Республики      | н/д            | н/д            | н/д            | н/д            | 20 сентября 2012  | [ 18 ]        |
| Беларусь    | 26 мая 2012        | Президент             | подписал       | подписал       | подписал       | подписал       | 20 сентября 2012  | [ 14 ]        |
| Казахстан   | 26 сентября 2012   | Мажилис               | н/д            | н/д            | н/д            | н/д            | 8 декабря 2012    | [ 19 ] [ 20 ] |
| Казахстан   | 4 октября 2012     | Сенат                 | н/д            | н/д            | н/д            | н/д            | 8 декабря 2012    | [ 21 ]        |
| Казахстан   | 25 октября 2012    | Президент             | подписал       | подписал       | подписал       | подписал       | 8 декабря 2012    | [ 22 ]        |
| Кыргызстан  | 14 ноября 2013     | Жогорку Кенеш         | 62             | 0              | 0              | 58             | 12 января 2014    | [ 23 ] [ 24 ] |
| Кыргызстан  | 9 декабря 2013     | Президент             | подписал       | подписал       | подписал       | подписал       | 12 января 2014    | [ 24 ]        |
| Молдова     | 27 сентября 2012   | Парламент             | 96             | 0              | 0              | 5              | 9 декабря 2012    | [ 25 ]        |
| Молдова     | 25 октября 2012    | Президент             | промульгировал | промульгировал | промульгировал | промульгировал | 9 декабря 2012    | [ 26 ]        |
| Россия      | 20 марта 2012      | Государственная дума  | 444            | 0              | 0              | 6              | 20 сентября 2012  | [ 27 ]        |
| Россия      | 28 марта 2012      | Совет Федерации       | 134            | 0              | 0              | 32             | 20 сентября 2012  | [ 28 ]        |
| Россия      | 1 апреля 2012      | Президент             | подписал       | подписал       | подписал       | подписал       | 20 сентября 2012  | [ 13 ]        |
| Таджикистан | 24 декабря 2015    | Палата представителей |                |                |                |                | 19 марта 2016     |               |
| Таджикистан | Национальный Совет |                       |                |                |                |                | 19 марта 2016     |               |
| Таджикистан | Президент          |                       |                |                |                |                | 19 марта 2016     |               |
| Украина     | 30 июля 2012       | Верховная рада        | 260            | 1              | 2              | 187            | 20 сентября 2012  | [ 29 ]        |
| Украина     | 9 августа 2012     | Президент             | подписал       | подписал       | подписал       | подписал       | 20 сентября 2012  | [ 15 ]        |

### Перспективы углубления интеграции
Государства-участники СНГ, ратифицировавшие договор о создании зоны свободной торговли, заявили о намерении после вступления документа в силу разработать соглашение о свободной торговле услугами в рамках Содружества.

### Взаимное приостановление действия договора о ЗСТ между Россией и Украиной
16 декабря 2015 года президент Российской Федерации Владимир Путин подписал указ о приостановлении с 1 января 2016 года действия договора о зоне свободной торговли в отношении Украины «в связи с исключительными обстоятельствами, затрагивающими интересы и экономическую безопасность Российской Федерации и требующими принятия безотлагательных мер». Указ вступил в силу со дня его подписания. В ответ 2 января 2016 года Украина ввела в действие постановление Кабинета министров Украины от 30 декабря 2015 года № 1146, которым на год отменила торговые преференции в отношении товаров из России. 29 июня президент Владимир Путин подписал указ о продлении российских контрсанкций до конца декабря 2017 года. 1 июля премьер-министр Дмитрий Медведев продлил действие российского продэмбарго до 31 декабря 2017 года.